# Široka Planina
Široka Planina (cyr. Широка Планина) – wieś w Serbii, w okręgu pczyńskim, w gminie Trgovište. W 2011 roku liczyła 65 mieszkańców.